# Marius Manolache (șahist)
Marius Manolache (n. 22 aprilie 1973, Galați, România) este un șahist român, Maestru internațional la șah din 2001 și Mare maestru la șah din 2007.